# Nebty
El nom Nebty o Nebti (nebty = "dues senyores") fou un dels noms de la titulació dels faraons egipcis, associat a la deessa "heràldica" del Baix i Alt Egipte: 
- Nekhbet, deïtat patrona de l'Alt Egipte, representada per un voltor.
- Wadjet, deïtat patrona del Baix Egipte, representada per una cobra.

El nom fou utilitzat per primer cop pel faraó de la primera dinastia Semerkhet, però no va esdevenir completament un títol separat fins a la dinastia XII. Aquest nom generalment no estava dins un cilindre o un serekh, però sempre començava amb el jeroglífic d'un voltor sota dues cistelles, el sustantiu dual "nebty".
| G16 |

| G16 |

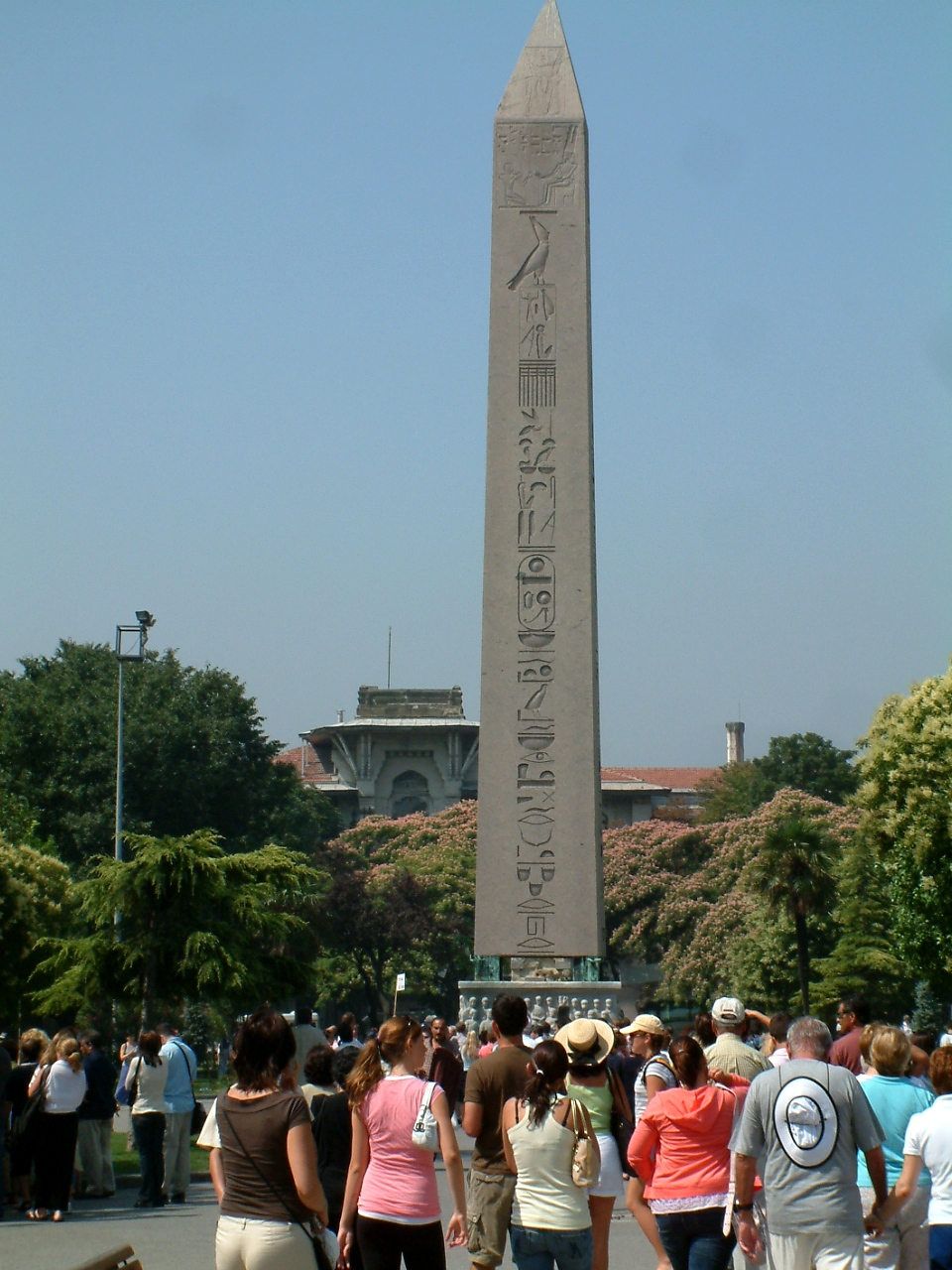
Titulatura de Tutmosis III al seu obelisc. Istanbul.

A l'Imperi Mitjà d'Egipte, dinasties XI i XII, els faraons rebien cinc títols. Afegien al nom de naixement uns altres quatre més quan accedien al tron.
Eren els següents: 
Nom d'Horus, nom de Nebty, Nom d'Horus Daurat, Nom de Tron, Nom de naixement
Les Dues Dames o el voltor i la cobra, representen a la deessa Nejbet de Nejen (Hieracòmpolis), a l'Alt Egipte, i a la deessa Uadyet de Per- Uadyet (Buto), al Baix Egipte.
El faraó Den, de la dinastia I, el va utilitzar.
Semerjet va incloure el nom de Nebty com un dels seus títols.
Fins a la dinastia XII no es va usar el títol nom de Nebty d'una manera definitiva.

## Nota
1. ↑  Richey L. Waugh. The Eye and man in ancient Egypt.  Wayenborgh, 1995, p. 86 [Consulta: 26 gener 2011].